# ポリ-N-ビニルアセトアミド
ポリ-N-ビニルアセトアミド（PNVA）は、N-ビニルアセトアミド(NVA)を主モノマーとする、親水性・親アルコール性のポリマー。NVAの単独重合体粉末であるGE191-000の他、NVAとアクリル酸ナトリウムとの共重合体粉末であるGE167-000などもある。

## 工業化
昭和電工が世界で初めて工業化に成功した

## 性質
- 精製水はもちろん、メタノールなどの極性溶媒に溶解し粘調な液体となる。
- 広範囲のpH領域で、増粘などの機能を維持する。
- 多種塩溶液で安定な増粘性を保持する。
- 溶液は多価金属や特殊エポキシ等によって架橋しゲル化できる。
- 吸湿性を持つ。
- 直鎖状構造をもつもので分子量の大きいグレードは、糸曳き性を持つ[2]。